# Амосов Іван Карпович
Іван Карпович Амосов (Толчинський) (нар. 1880 — 1938) — український радянський партійний діяч, член Катеринославського підпільного губкому КП(б)У. Член ЦК КП(б)У в липні — жовні 1918 р. Кандидат в члени ЦК КП(б)У в жовтні 1918 — березні 1919 р.

## Біографія
Народився в родині робітника. Працював чорноробом на Брянському заводі в місті Катеринославі.
Член РСДРП(б) з 1912 року. Партійний псевдонім — Толчинський (Тольчинський).
У 1912 — 1917 роках брав активну участь у революційному русі в Катеринославі, член нелегального Катеринославського комітету РСДРП. У 1917 році — голова партійного комітету Брянського заводу, голова Брянського районного комітету РСДРП(б) міста Катеринослав. У грудні 1917 року — член військово-революційного штабу Брянського заводу, учасник Катеринославського збройного повстання.
У 1918 році під час австро-німецької окупації Катеринослава — на підпільній роботі: член Катеринославського губернського підпільного комітету більшовиків, делегат Всеукраїнської наради підпільних більшовицьких організацій.
У 1919 — 1921 роках — член Катеринославського губернського комітету КП(б)У, член президії і голова Спілки металістів міста Катеринослава. З 1922 року — на керівній партійній, радянській, профспілковій та господарській роботі.
У 1928 році виключений із членів ВКП(б) за належність до «робітничої опозиції». Зазнав політичних репресій.